# رودولف هيرينغ
رودولف هيرينغ (بالإنجليزية: Rudolph Hering)‏ هو مهندس مدني وكيميائي أمريكي، ولد في 1847 في فيلادلفيا في الولايات المتحدة، وتوفي في 1923.